# Apiologia
Apiologia (apis – pszczoła i logos – nauka; także: apidologia, melitologia) – nauka o pszczołach, dział entomologii.
Nauka zajmująca się badaniem wszystkich pszczół Apiformes, z uwzględnieniem taksonomii, biologii Apis, zwłaszcza w warunkach naturalnych, określana jest mianem melitologii.